# Telebasis griffinii
Telebasis griffinii är en trollsländeart som först beskrevs av Martin 1896.  Telebasis griffinii ingår i släktet Telebasis och familjen dammflicksländor. IUCN kategoriserar arten globalt som livskraftig. Inga underarter finns listade i Catalogue of Life.